# Orthomegas pehlkei
Orthomegas pehlkei är en skalbaggsart som först beskrevs av Auguste Lameere 1904.  Orthomegas pehlkei ingår i släktet Orthomegas och familjen långhorningar. Inga underarter finns listade i Catalogue of Life.